# Anisodes compacta
Anisodes compacta är en fjärilsart som beskrevs av W. Warren 1898. Anisodes compacta ingår i släktet Anisodes och familjen mätare. Inga underarter finns listade i Catalogue of Life.